# گدای میلیونر
گدای میلیونر فیلمی به کارگردانی محمود کوشان و نویسندگی پرویز تأییدی محصول سال ۱۳۵۲ است.

## داستان
فرهاد و احمد و قاسم از کودکی قرار می‌گذارند که بیست سال بعد یکدیگر را ملاقات کنند...

## بازیگران
- رضا بیک ایمانوردی
- شهناز تهرانی
- فرخ ساجدی
- کریستین پاترسن
- همایون اشکان
- رضا رخشانی
- ناصر گیتی جاه
- غلام
- علی زاهدی
- حسن رضایی
- کامبیز
- ساسان
- محمد عبدی
- محمدولی احمدلو